# Morris (Illinois)
Morris település az Amerikai Egyesült Államok Illinois államában, Grundy megyében, melynek megyeszékhelye is. Lakosainak száma 14 163 fő (2020. április 1.).

## Népesség
A település népességének változása:

| 2010 | 13 636 |
| 2020 | 14 163 |